# إينو إنريو
إينو إنريو (باليابانية: 井上 円了، مارس 1858-يونيو 1919) كان فيلسوفًا يابانيًا، وكاهن جودو شينشو ومصلحًا، ومربيًا، وملكيًا. وهو مؤسس جامعة تويو ومبتكر حديقة تيتسوغاكو-دو (حديقة معبد الفلسفة) في طوكيو. نظرا لأنه درس جميع أنواع الظواهر والظهورات الغامضة من أجل فضح الخرافات، يطلق عليه أحيانا «البروفيسور سبيكتر» و«الدكتور الشبح».